# Stig Andersson (zapaśnik)
Stig Andersson (ur. 16 lutego 1910, zm. 14 kwietnia 1996) – szwedzki zapaśnik walczący w stylu wolnym. Złoty medalista mistrzostw Europy w 1935 roku. 
Mistrz kraju w 1932, 1933 i 1935 roku.